# Яблонная плодожорка
Я́блонная плодожо́рка (лат. Cydia pomonella) — бабочка из семейства листовёртки, сельскохозяйственный вредитель, поражающий плоды яблони, сливы, груши и персика, которые преждевременно опадают с дерева и дают значительный процент сельскохозяйственного брака. Именно личинки (гусеницы) яблонной плодожорки, обнаруживаемые внутри плодов, в обиходной речи называются «червяками», а поражённые ими яблоки — «червивыми».

## Морфология
Ночная бабочка серовато-коричневого цвета. Величина в размахе крыльев — 15—20 мм. Яйца зеленовато-белого цвета, диаметром до 1 мм, гусеницы светло-розовые, с коричневой головкой и серыми бородавками на теле, достигают 18 мм. Куколки желтовато-коричневые длиной 9—12 мм.
Бабочка летает ночью в течение 4—6 недель, при тихой погоде. Откладку яиц начинает через 7—10 дней после цветения яблони, когда температура воздуха не ниже 16 градусов и нет сильного ветра и дождя. Яйца откладывает у яблони на верхнюю сторону листа, у груши на нижнюю, а затем на плодах.

## Биология
Зимуют взрослые гусеницы под растительным мусором, в трещинах коры и т. д. Окукливаются весной. Лёт бабочек длится с начала — середины мая и до конца августа — начала сентября. Самки откладывают яйца на листья и плоды. Отродившиеся гусеницы вгрызаются в плоды, закрывая входные отверстия пробкой из огрызков. В ткани плода они проделывают ход к семенной камере, где питаются семечками. За период жизни гусеница повреждает от 2 до 3 плодов, которые преждевременно желтеют и осыпаются. Закончив питание, гусеница переходит на стволы деревьев, где впадает в диапаузу и зимует в плотном шелковистом коконе, а окукливается весной следующего года. За год развивается одно поколение, в некоторые тёплые годы — два поколения.

## Методы борьбы

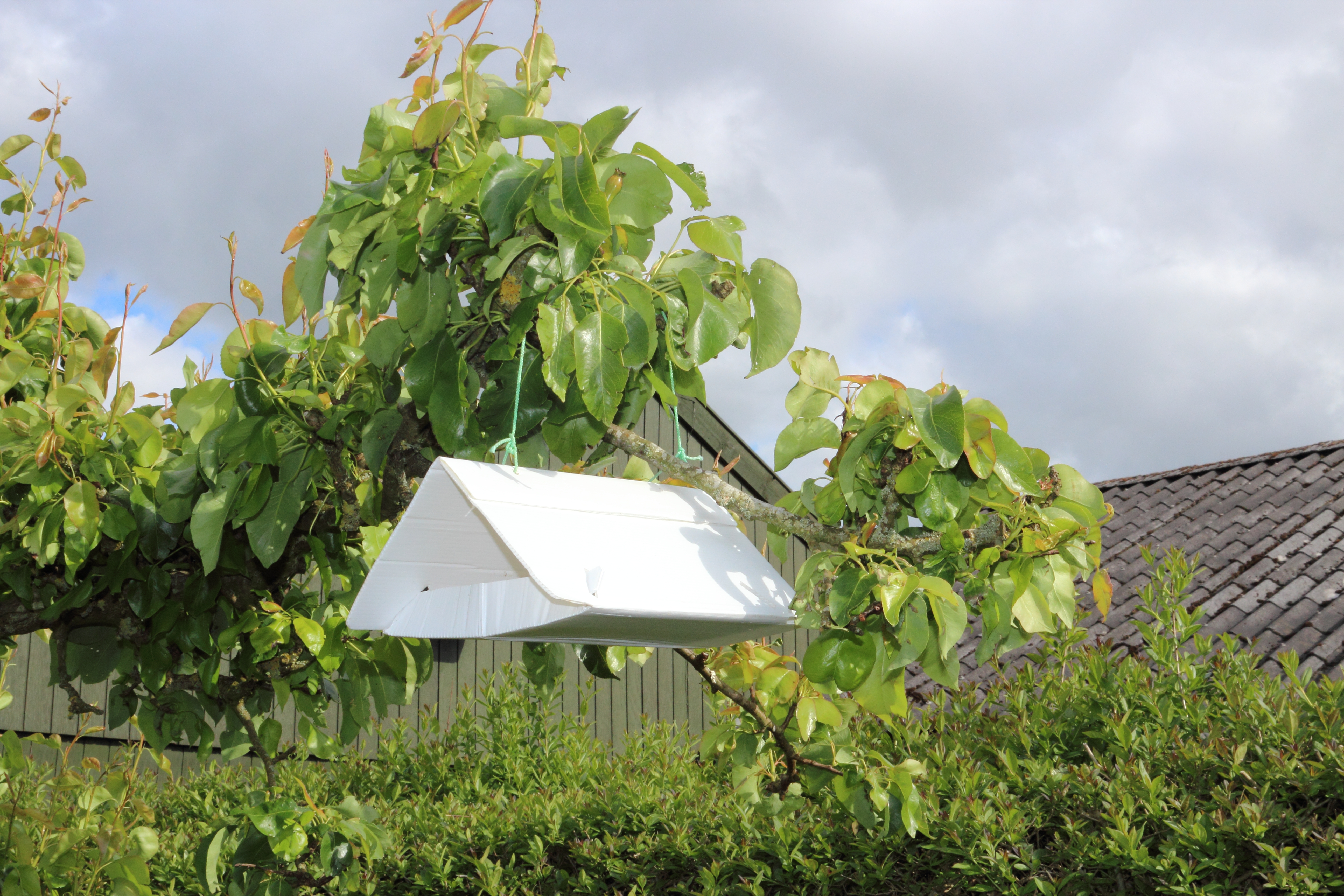

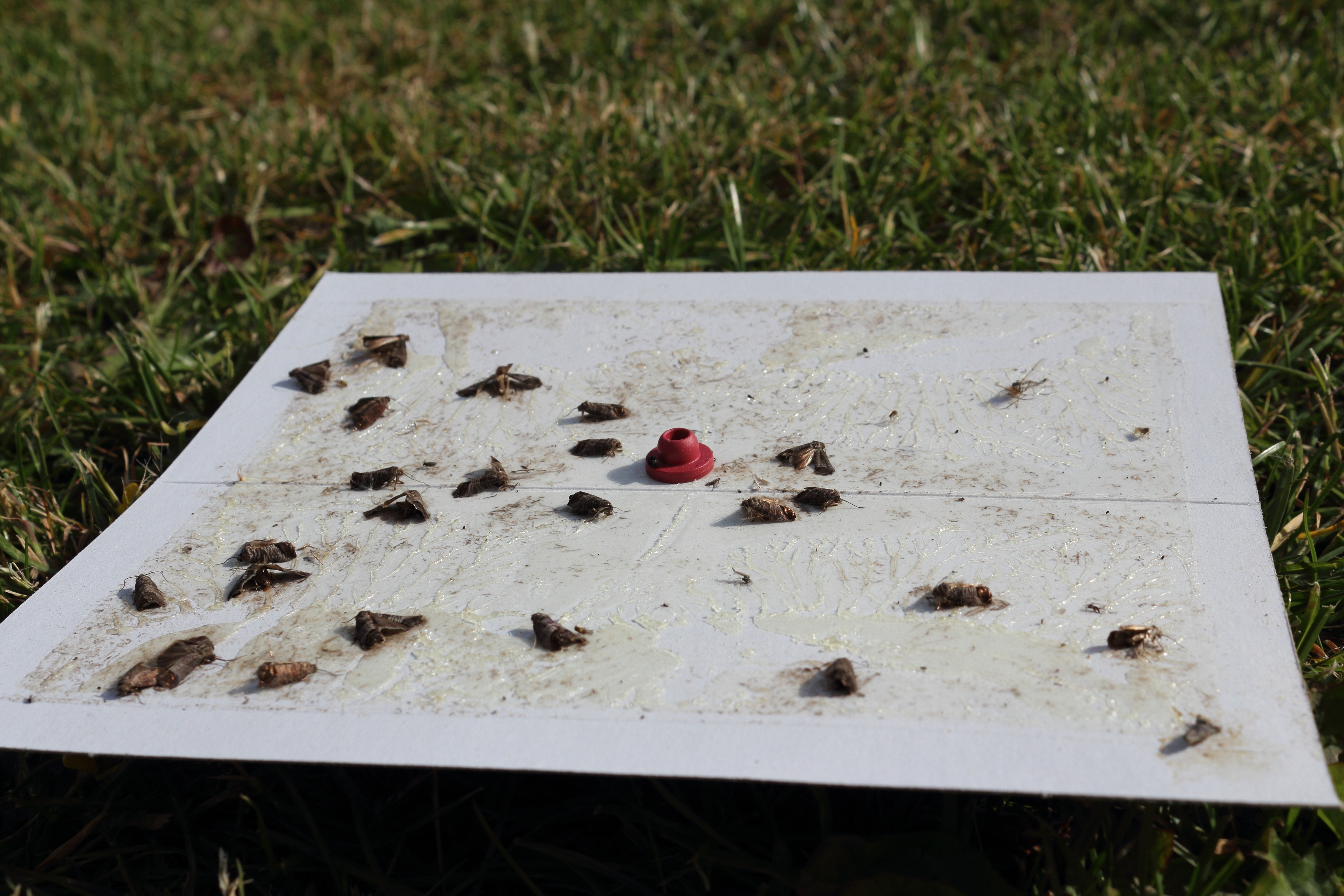
Феромонная ловушка для яблонной плодожорки

Методов борьбы с яблонной плодожоркой достаточно много, но наиболее эффективным считается использование инсектицидов.

### Агротехнические
Очистка штамбов и сучьев от старой коры, уборка растительных остатков, ошпаривание кипятком подпор и тары из-под яблок, перекопка почвы для уничтожения зимующих гусениц, сжигание мусора, негодных упаковочных материалов в садах, на платформах и в плодохранилищах; наложение ловчих поясов на штамбы в средней их части и на крупные сучья на их основание; просмотр ловчих поясов и уничтожение гусениц через каждые 10 дней; сбор падалицы с последующей её вывозкой из сада.

### Биологические
Выпуск в сады трихограммы, применение биопрепаратов. Чтобы предотвратить попадание гусениц на землю, застелить почву под деревьями полиэтиленовой плёнкой.

### Химические
Обработка инсектицидами в период выхода из яиц до внедрения в плод гусениц в очагах, заселенных вредителем. Динамика лёта бабочек может успешно контролироваться при помощи аттрактантных ловушек, смена генераций хорошо учитывается при использовании ловчих поясов, поставленных на стволы яблонь.

## Враги

### Хищники
Дятлы являются особенно важными хищниками, потому что они находят гусениц в скрытых щелях под корой и ветвями деревьев-хозяев. На них также активно охотятся членистоногие из следующих таксономических групп: пауки, сенокосцы, жужелицы, жуки-скакуны, уховертки, муравьи, клопы Geocoridae, стафилиниды и другие жуки.
Муравьи являются одними из самых значительных хищников среди насекомых, потому что они многочисленны и активны. Они нападают на все стадии жизненного цикла плодожорки, включая гусениц, куколок, коконы и молодых имаго бабочек. Некоторые из широко известных хищников включают такие виды муравьёв как чёрный садовый муравей, Solenopsis molesta, бурый лесной муравей, Formica pallidefulva, Aphaenogaster fulva, дерновый муравей  и Monomorium minimum. Solenopsis molesta может убить 90 % гусениц, на которых они нападают, обычно это те, которые перемещаются между плодами, или гусеницы пятого возраста, ищущие место для окукливания.
Трипсы также являются хищниками различных стадий жизни плодожорки. Haplothrips faurei питается яйцами всех поколений, тогда как Leptothrips mali питается яйцами второго поколения.

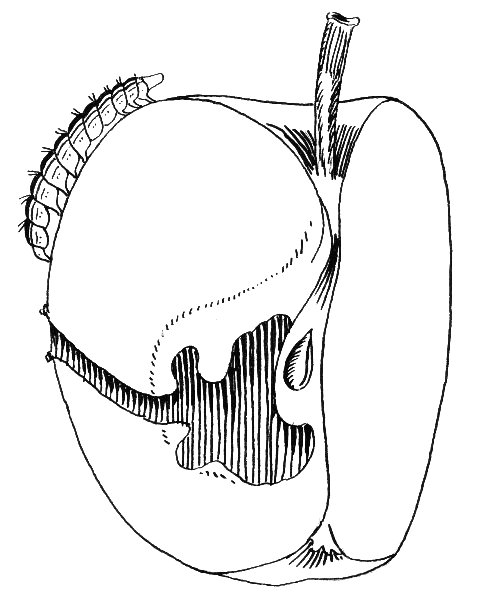
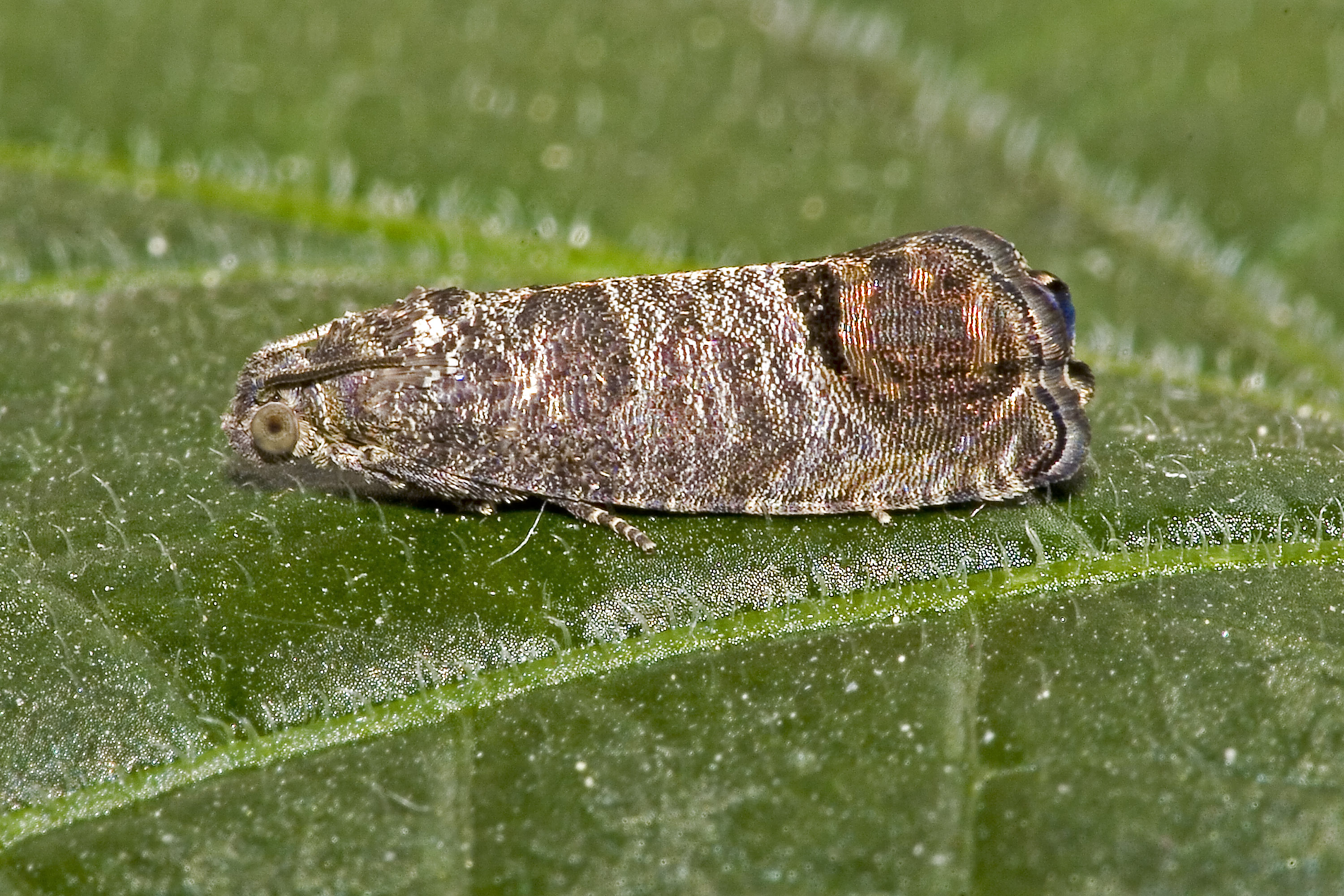
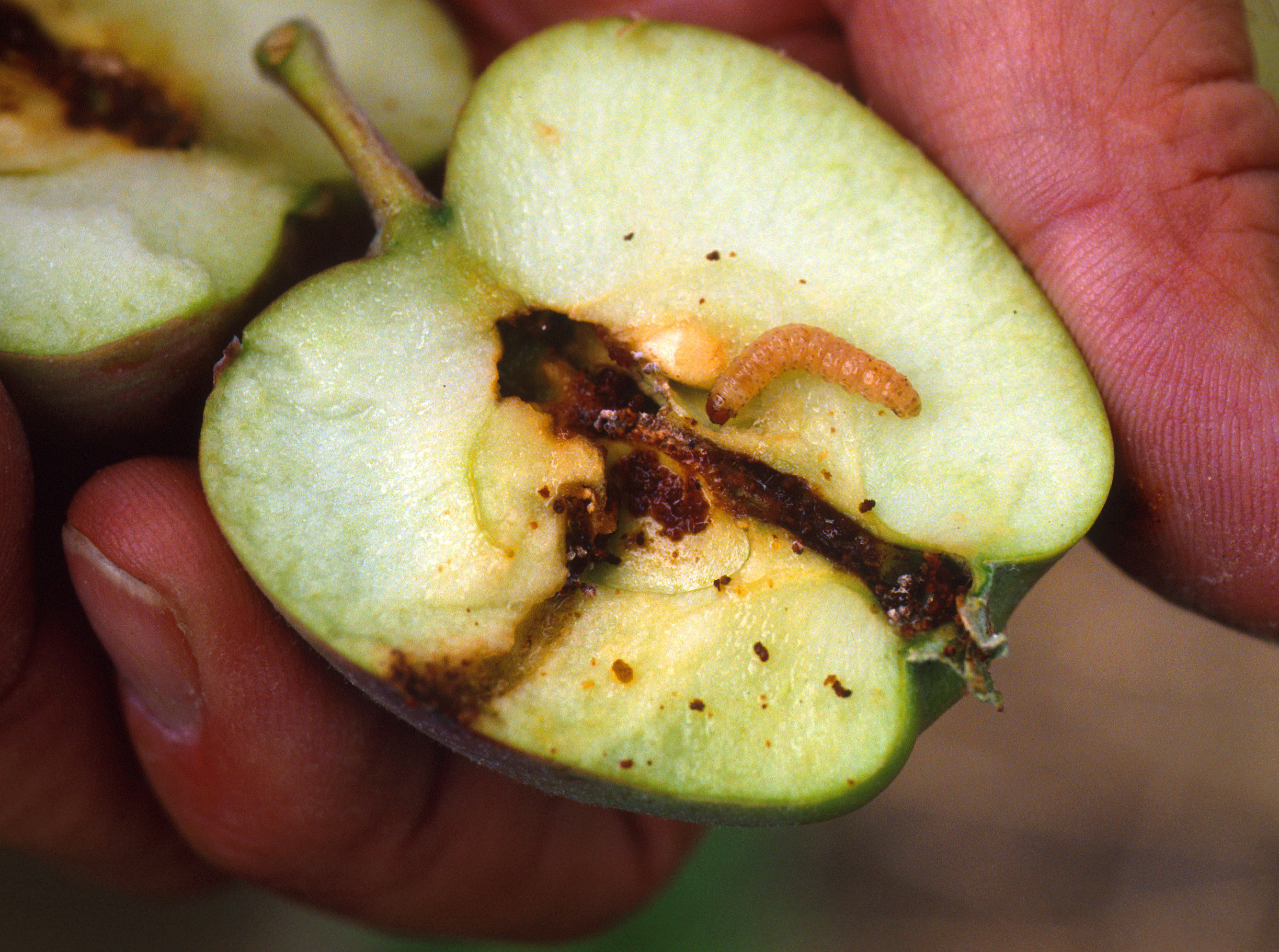
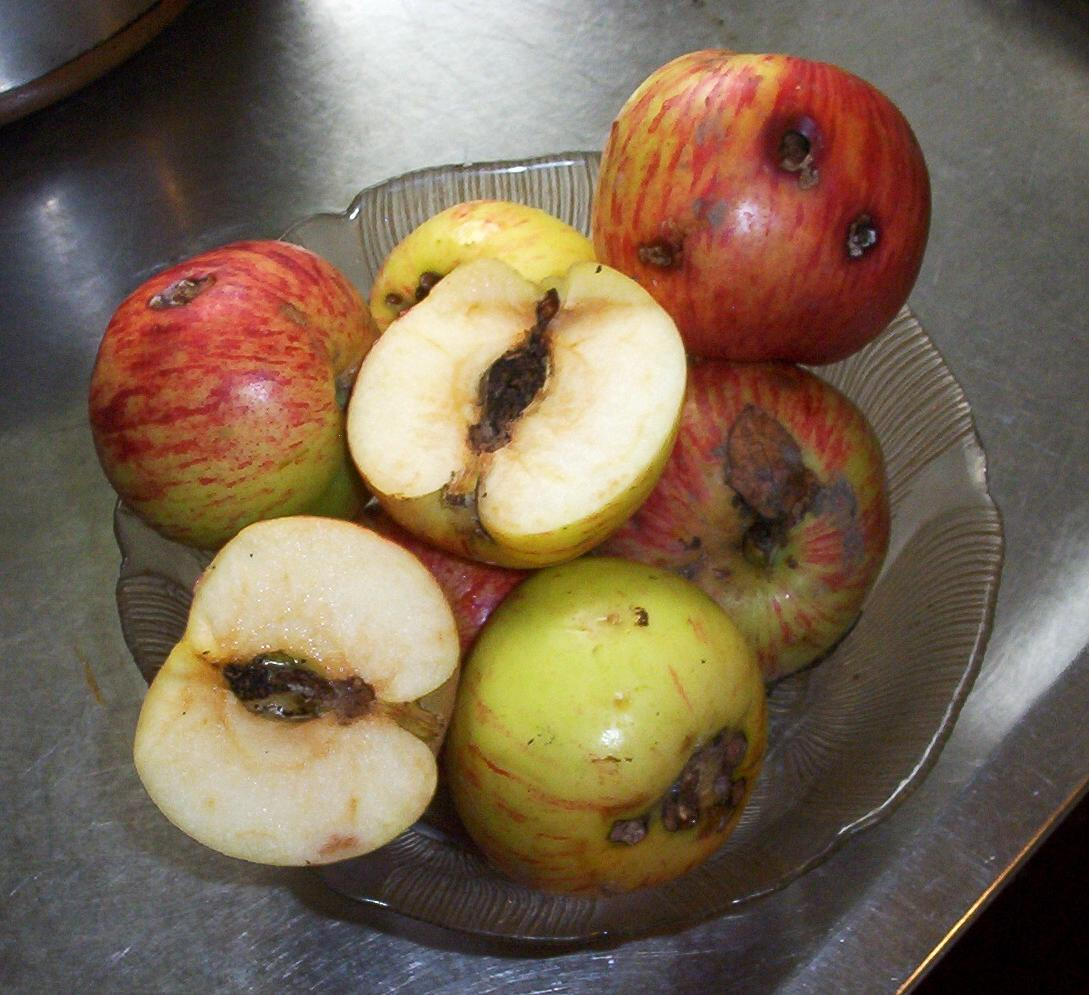